# 絶対☆アイシテル!
「絶対☆アイシテル！」（ぜったい・アイシテル！）は、MAG!C☆PRINCEの楽曲で、デビュー・シングルである。CDは2015年12月23日にユニバーサルミュージックのレーベル・ZEN MUSICからリリースされた。

## 制作、音楽性
表題曲・カップリングともに作詞作曲はワイルドアニマルズによる。ワイルドアニマルズはこの後セカンド・シングル「Spin the Sky」や、これらを含むファースト・アルバム『111』収録曲の大半の作詞作曲を担っている。
曲中でグループ名「マジックプリンス」を連呼する歌詞がある。メンバーは「僕たちのフレッシュさがこの曲には詰まっています」とコメントし、リーダーの平野泰新はこの曲を次作「Spin the Sky」と同じく「応援ソング」だと説明している。まんたんウェブはリリース時のインタビューにおいて、この曲を「アイドルらしいアップテンポでフレッシュなナンバー」と評した。

## リリース
MAG!C☆PRINCEは2015年3月に結成。結成をバックアップした情報番組『なるほどプレゼンター!花咲かタイムズ』レギュラー出演のほかに2つの冠ラジオ番組を持ち、CDデビュー前から活動拠点である東海地方のメディアで活動していた。8月31日にMAG!C☆PRINCE公式サイトにおいてCDのリリースが決定したことを発表し、リリース日やリリースの形態についての情報を公開した。カップリングにはライブで披露されていた、ファンへのメッセージを伝えたバラード「ありがとうキミへ」が収録されることとなった。9月から東海地方を中心に「アトラクション会」と称したリリースイベントを数多く開催。11月29日からこの曲はグループが出演する近鉄パッセのCMソングとしてオンエア。11月30日、主要な音楽配信サイトでの楽曲の配信リリースを開始した。
CDは通常盤・初回限定盤・個人盤5種の7つのタイプでリリースされた。初回限定盤には「絶対☆アイシテル！」のミュージック・ビデオとそのメイキングを収録したDVDが付属する。個人盤には各メンバーを中心としたトークによるボーナス・トラック「○○を囲む メンバースペシャルトーク」が追加収録されている。

## ミュージック・ビデオ

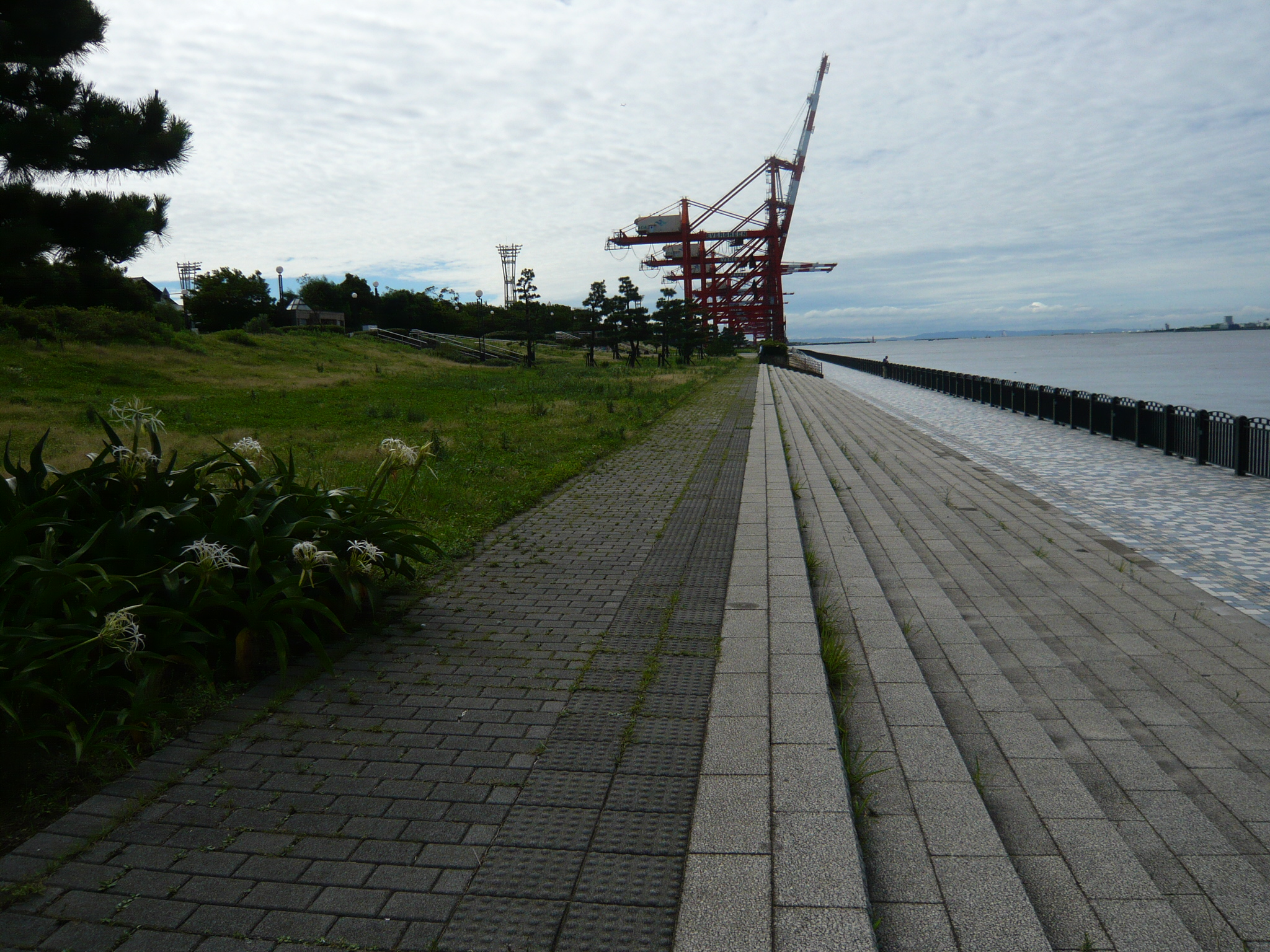
ミュージック・ビデオが撮影された青海南ふ頭公園

ミュージック・ビデオの監督は福居英晃が務めた。屋上ヘリポートでのダンスパフォーマンスシーンのほか、青海南ふ頭公園など東京臨海副都心で撮影されている。この曲の振り付けはFISHBOYが担当した。

## 収録トラック

### 通常盤
1. 「絶対☆アイシテル！」（作詞・作曲・編曲: ワイルドアニマルズ） – 4:09
2. 「ありがとうキミへ」（作詞・作曲・編曲: ワイルドアニマルズ） – 4:51
3. 「絶対☆アイシテル！ (Instrumental)」
4. 「ありがとうキミへ (Instrumental)」

### 初回限定盤
CD
通常盤に同じ
DVD
- 「絶対☆アイシテル！ (Music Video)」
- 「絶対☆アイシテル！ (Making Video)」

### 個人盤
個人盤の収録トラック#1から#4はすべて通常盤に同じ
“西岡健吾”盤
5. 「西岡健吾を囲む メンバースペシャルトーク」
“永田薫”盤
5. 「永田薫を囲む メンバースペシャルトーク」
“大城光”盤
5. 「大城光を囲む メンバースペシャルトーク」
“阿部周平”盤
5. 「阿部周平を囲む メンバースペシャルトーク」
“平野泰新”盤
5. 「平野泰新を囲む メンバースペシャルトーク」

## チャート成績
12月22日付のオリコンデイリーランキングで6位にランクイン。2016年1月6日付の同週間ランキングで9位を記録した。